# Безмолвный свет
«Безмолвный свет» (исп. Luz silenciosa) — фильм Карлоса Рейгадаса.

## Сюжет
Действие фильма происходит в общине меннонитов в штате Чиуауа на севере Мексики в 1990-е годы. Йохан, отец семейства, состоящего из его жены Эстер и шести детей, влюбляется в хозяйку придорожного кафе Марианну. Он считает, что Марианна — женщина его жизни. Йохан сильно страдает, так как он не может бросить свою жену. Эстер также сильно страдает, так как она любит мужа.
Через два года после первой встречи он решает рассказать всё отцу. Во время беседы выясняется, что Йохан рассказал всё Эстер с самого начала. Также он рассказывает ему о том, что пытался перестать видеться с Марианной, но не выдерживает. Отец, бывший священник, говорит, что чувства Йохану даны не Богом, а дьяволом и это его испытание. Йохан не соглашается с отцом и говорит, что чувства посланы ему Богом. Во время разговора отец рассказывает, что после того, как Йохан родился, он почувствовал влечение к другой женщине, но потом оказалось, что им двигала потребность в чувствах.
Проходит некоторое время и Йохан видится с Марианной в её кафе. Во время этой встречи она говорит ему, что это было в последний раз.
Через некоторое время Йохан и Эстер уезжают по делам. Во время поездки Эстер вспоминает те времена, когда они вместе с мужем путешествовали. Затем Эстер просит остановить машину, сославшись на то, что её тошнит. Йохан возражает, так как шёл проливной дождь. Но все же Эстер уговаривает мужа и выходит. Она рыдает и спустя некоторое время умирает. Обеспокоенный Йохан выходит на поиски и находит её тело. Впоследствии выясняется, что у его жены случился инфаркт. Йохан очень сильно потрясён.
Следующая сцена изображает похороны Эстер. Родственники прощаются с ней. Приезжает Марианна и говорит, что желает попрощаться с покойной. Во время прощания Эстер воскресает.

## Награды и номинации
| Год                                      | Результат               | Премия                  |
| Каннский кинофестиваль                   | Каннский кинофестиваль  | Каннский кинофестиваль  |
| 2007                                     |                         |                         |
| ---------------------------------------- | ----------------------- | ----------------------- |
| 2007                                     | Номинация               | Золотая пальмовая ветвь |
| 2007                                     | Приз                    | Приз жюри               |
| Чикагский кинофестиваль                  |                         |                         |
| 2007                                     |                         |                         |
| Приз                                     | Золотой Хьюго           |                         |
| Кинофестиваль в Рио-де-Жанейро           |                         |                         |
| 2007                                     |                         |                         |
| Номинация                                | Золотая пальмовая ветвь |                         |
| 3 Приза                                  | Приз ФИПРЕССИ           |                         |
| Международный кинофорум «Золотой Витязь» |                         |                         |
| 2008                                     |                         |                         |
| Приз                                     | Приз «Бронзовый Витязь» |                         |

## Интересные факты
Фильм начинается почти шестиминутной картиной рассвета, а заканчивается почти такой же по длительности картиной заката.
Герои фильма разговаривают на немецко-платском диалекте.